# Tybee Island
Tybee Island est une île et une ville située dans le comté de Chatham, en Géorgie. En 2010, sa population était de 2 990 habitants.
Tybee Island est une île barrière de 5 kilomètres de long environ, située à l'embouchure du Savannah à 29 km de la ville éponyme. L'île entière fait partie de la zone statistique métropolitaine de Savannah.

## Histoire

### Fort Screven
Fort Screven a été mis en service en 1898 et a été nommé en l'honneur du brigadier général James Screven, un héros de la guerre d'indépendance américaine tué au combat près de Midway, en Géorgie, en 1778. Le fort a été un élément précieux de la défense côtière jusqu'à son déclassement en 1947. Le fort Screven est surtout connu pour l'un de ses anciens commandants, le général d'armée George C. Marshall qui sera à l'origine du plan Marshall destiné à aider à la reconstruction de l'Europe occidentale après la Seconde Guerre mondiale. Il reste encore actuellement environ 70 bâtiments du fort. L'ensemble de la zone de Fort Screven a été inscrit au registre national des lieux historiques (National Historic Register) en 1982. L'une des structures les plus importantes subsistantes est le Tybee Post Theater, construit en 1930. Il a été l'un des premiers théâtres de Géorgie à disposer de caractéristiques sonores intéressantes et le point culminant des activités récréatives du fort. Parmi les autres bâtiments restants, on trouve le corps de garde récemment restauré, la boulangerie (aujourd'hui une maison privée) et les casernes (aujourd'hui des appartements). Les ruines des fortifications sur la plage existent encore. Parmi les six batteries d'origine, Battery Garland, construite en 1899, est accessible au public et abrite le musée de Tybee. Il reste également la rangée des officiers (Officer's Row), un groupe impressionnant de maisons originales qui ont une vue imprenable sur l'océan. L'une de ces maisons est aujourd'hui un bed and breakfast.

## Démographie
| 1900 | 1910 | 1920 | 1930 | 1940 | 1950  |
| ---- | ---- | ---- | ---- | ---- | ----- |
| 381  | 786  | 117  | 202  | 644  | 1 036 |

| 1960  | 1970  | 1980  | 1990  | 2000  | 2010  |
| ----- | ----- | ----- | ----- | ----- | ----- |
| 1 385 | 1 786 | 2 240 | 2 842 | 3 392 | 2 990 |